# Justus Hartnack
Johan Justus Daniel Gustav Volmer Hartnack (29. maj 1912 i København – 1. maj 2005) var en dansk filosof, dr.phil. og professor ved Aarhus Universitet.
Justus Hartnack var søn af oberstløjtnant Valdemar Hartnack (1876 – 1948) og Nonny Thomasine Grüner (1877 – 1963). Han blev gift i Hellerup 12. marts 1937 med Inge Benedicte Endorph Petersen (født 5. maj 1913, død 1999) og blev far til Jørgen Justus Hartnack (født 25. juli 1938, død 27. marts 2000) og Birgitte Hartnack, nu Federspiel (født 30. juni 1944). Han blev student fra Sorø Akademi 1930, var kaptajnløjtnant i Den kgl. Livgarde og kammerjunker ved hoffet, hvor han underviste blandt andre den senere dronning Margrethe. Tillige var han mag.art. og dr.phil. i filosofi.
Justus Hartnack stod i sin levetid som én af Danmarks mest fremtrædende filosoffer, der gennem en mangeårig karriere i fagfilosofien har formået at formidle selv de vanskeligst tilgængelige områder i filosofien på et dansk hverdagssprog. Hartnacks fortsatte med at udgive bøger til trods for høj alder og er dermed én af de mest produktive filosoffer målt på antal bogudgivelser.
Justus Hartnack havde oprindelig satset på en militærkarriere. Han blev udnævnt til kaptajnløjtnant i Den kgl. Livgarde, og i forbindelse hermed fik han også hoftitlen kammerjunker. Den 9. april 1940 var han vagthavende løjtnant ved vagtdetachementet på Amalienborg og deltog i kampen omkring slottet. Hartnack var Ridder af 1. grad af Dannebrog.

## Fagfilosofisk karriere
Under den tyske besættelse af Danmark måtte han flygte til Sverige, hvor han begyndte at læse filosofi ved universitetet i Uppsala. Her blev han stærkt påvirket af den såkaldte Uppsala-filosofi, en særlig svensk retning indenfor den logiske positivisme især præget af filosofferne Axel Hägerström og Ingemar Hedenius. Efter tilbagekomsten til Danmark bestod han magisterkonferens i filosofi ved Københavns Universitet, og kort derefter fik han ansættelse ved Colgate University i staten New York i USA. Her opstod hans interesse for den analytiske filosofi, også kaldet dagligsprogsfilosofien eller common sense-filosofien, hvis hovednavne var briterne Bertrand Russell, G.E. Moore, Gilbert Ryle, J.L. Austin og ikke mindst østrigeren Ludwig Wittgenstein. Denne filosofiske retning introducerede Hartnack i Danmark ved sin tilbagekomst.
I 1950 blev Hartnack dr.phil. ved Københavns Universitet. I 1954 og frem til 1972 var han professor ved Institut for Filosofi ved Aarhus Universitet.
Som professor i filosofi ved Aarhus Universitet var en vigtig opgave for Hartnack at stå for undervisningen til filosofikum. Til denne undervisning skrev han lærebogen Filosofiske problemer og filosofiske argumentationer, som kom til at sætte sit præg på utallige studerende ved universitetet i de følgende år. I 1972 tog Hartnack sin afsked fra Aarhus Universitet og var derefter i nogle år Distinguished Professor ved New York State University at Brockport. I tillæg hertil holdt Hartnack gæsteforelæsninger i en lang række lande, herunder Canada, Norge, Sverige, Skotland, Belgien, Argentina og Spanien.
I sit otium fra 1977 skrev han et stort antal bøger. Lidt paradoksalt vendtes hans interesse i de senere år væk fra den anti-idealistiske og anti-metafysiske analytiske filosofi og hen imod den tyske idealisme og her ikke mindst Hegels filosofi.
Han var medlem af American Association of University Professors 1948-54 og af American Philosophic Association fra 1948, ledende senior i Århus Studenterforening 1955-56 og medlem af repræsentantskabet 1956-60. Desuden Consulting Editor ved Theoria, Swedish Journal of Philosophy and Psychology 1958-69, medlem af the Editorial Board of The New Dictionary of Philosophy fra 1960 og af the Advisory Editorial Board of The Monist fra 1961, Consulting Editor of Metaphilosophy 1968. Medlem af den danske nationalkomité for videnskabens historie og filosofi, medlem af Comitato Consultivo for Centro Superiore Di Logica E Scienze Comparale, medlem af Federation Internationale des Sociétés de Philosophie 1973, af International Platform Association 1972.

## Forfatterskab (ukomplet, alfabetisk rækkefølge)
- Den ydre verdens eksistens ISBN 87-7876-045-3
- Erkendelsens grundlag – paradokser indenfor logikkens og matematikkens filosofi ISBN 87-7421-820-4
- Filosofi og den moderne fysik ISBN 87-7876-293-6
- Filosofi og common sense ISBN 87-7876-117-4
- Filosofiens filosofi ISBN 87-7421-973-1
- Filosofiens historie ISBN 87-7421-738-0
- Filosofiske problemer og filosofiske argumentationer ISBN 87-7876-051-8
- Fra Kant til Hegel. En nyfortolkning ISBN 87-19-10063-9
- Hegels logik ISBN 87-7421-657-0
- Immanuel Kant ISBN 87-7421-878-6
- Indførelse i filosofien ISBN 87-7421-737-2
- Introduction To Hegel's Logic ISBN 0-87220-424-3
- Logik ISBN 87-7421-762-3
- Menneskerettigheder – grundlæggende politiske begreber og forhold i ny belysning ISBN 87-7421-907-3
- Metafysiske højdepunkter i den europæiske filosofi ISBN 87-7876-239-1
- Strejftog i filosofien ISBN 87-7876-013-5
- Wittgenstein og den moderne filosofi ISBN 87-7421-879-4